# Coluboccoro
Coluboccoro es un cortometraje de animación japonesa que cuenta con dos versiones, la primera conocida como la versión independiente fue concebida en formato OVA por Kenshi Itoso  y llevada a cabo casi en solitario; en 2007 se produjo una versión independiente y en 2019 se estrenó llamada versión cinematográfica que renueva la versión independiente y añade nuevas escenas.

## Versión independiente
Una película de 20 minutos producida en 2007, producida por Animation Revolution Tokyo, una filial de Think Inc. dirigida por Hiroaki Takeuchi, que produjo Animatrix y descubrió a Makoto Shinkai, se introdujo el nuevo sistema LLP (Limited Liability Partnership) introducido en agosto de 2005, con el creador Kenshi Itoso y Animation Revolution Tokyo estableciendo el organismo de producción "Corboccolo LLP". Se creó "Corboccolo LLP".
En 2007, se emitieron imágenes del making-of y resúmenes del proyecto en programas de televisión japonesa. Del 23 de mayo al 2 de junio de 2008, en colaboración con ISAO Corporation, Kadokawa Mobile Corporation, Dogado Corporation y Frontmedia Corporation, se celebró el primer "preestreno compartido de teléfonos móviles" en i-mode.
En febrero de 2008, se firmó un memorando de entendimiento con DQ Entertainment plc, una importante productora de animación india, para la producción conjunta de un largometraje con vistas a su desarrollo internacional.  Distribuido por tiempo limitado en el servicio de distribución de vídeos de Nintendo para videoconsolas domésticas "Minna no Theatre Wii" a partir del 15 de octubre de 2009, distribuido por tiempo limitado como aplicación para iPhone a partir del 27 de agosto de 2010, y distribuido por tiempo limitado en el sitio web de vídeos "Flat Video" para cibercafés y cafés internet en 2011.
La película obtuvo el segundo premio en la "eco japan cup" de 2007, organizada por el Ministerio de Medio Ambiente de Japón, el premio institucional en el "Tokyo Anime Awards" de 2008, organizado por la Feria Internacional del Anime de Tokio, y el gran premio y el premio internacional en el "CMT Award" de 2011, organizado por el Ministerio de Economía, Comercio e Industria de Japón. La película fue invitada a proyectarse en el JAPAN FILM FESTIVAL 2008 (Los Ángeles) y en el Kids World Cinema 2011 (Washington) en Estados Unidos. En 2012, la película fue seleccionada por el Ministerio de Economía, Comercio e Industria de Japón (METI) para ser exhibida en el Salón de Licencias de Hong Kong, y en 2013 fue seleccionada por UNIJAPAN para ser invitada a proyectarse en el Festival Internacional de Cine de Cannes.

### Elenco de voces
- Suzu - Emiri Katō[1]
- Coluboccoro - Emiri Katō[1]
- Suika- Kouki Miyata[1]
- Manpuku -Kunihiro Kawamoto[1]
- Mikoto - Junko Ueda[1]

### Elenco de producción
- Planificación / Original / Guion / Director / Producción de animación- Kenji Itoso
- Diseño de arte-Goichi Kudo
- Cooperación en animación -  Mook Animation
- Música-Tsurunorihiro
- Director de sonido- Toru Nakano
- Productores ejecutivos: Hiroaki Takeuchi, Yuji Mori
- Tema de la canción - Persona distante / letra y música - Hanami, arreglo - Tsurunorihiro.
- Producción - KENJI STUDIO

## Versión cinematográfica
Una animación teatral producida con un método diferente al del comité de producción, en el que Kenshi Itoso posee todos los derechos de autor de la película. La presentación de la producción se realizó en la Embajada de Finlandia el 10 de junio de 2019. La historia está relacionada con la película Santa Company: El secreto de la Navidad, que se estrenó al mismo tiempo. El 23 de septiembre de 2019, se anunció que el papel principal de Suzu sería interpretado por Nanase Nishino, exmiembro del grupo de idols femeninos Nogizaka46. En Hispanoamérica la película es distribuida por la plataforma AnimeOnegai y cuenta con doblaje al español latino dirigido por Montserrat Aguilar.

### Sinopsis (versión cinematográfica)
Ambientada en un mundo en el que se entremezclan varias civilizaciones y religiones, se trata de una eco-fantasía de ciencia ficción en la que Suzu, una niña de 14 años que hereda la sangre de una sacerdotisa con misteriosos poderes, conoce al espíritu de la naturaleza "Coluboccoro", se plantea lo que debe ser y busca el camino que debe seguir. Un día, Suzu recoge una misteriosa semilla en la "Habitación sin abrir", un lugar que le han dicho que no debe pisar nunca. Esto la lleva a descubrir los secretos ocultos de la ciudad, y su destino da un giro inesperado.

### Elenco de voces (versión cinematográfica)
| Personaje   | Voz en japonés | Doblaje en español latino |
| ----------- | -------------- | ------------------------- |
| Suzu        | Nanase Nishino | Ximena de Anda            |
| Coluboccoro | Nichika Omori  | Desireé González          |
| Suika       | Natsuko Hara   | Eduardo Torizes           |
| Manpuku     | Chafūrin       | Jaime Vega                |
| Mikoto      | Chiaki Omigawa | Doris Vargas              |
| Narrador    |                | Raúl Solo                 |

### Elenco de producción (versión cinematográfica)
- Original / Guion / Director / Producción de animación- Kenji Itoso
- Música -SUPA LOVE
- Tema musical -Amatsuki- Amatsuki- "Ivy"
- Producción de sonido -BloomZ
- Planificación y producción - Starry Cube
- Distribución: Kiguu
- Cooyright: KENJI STUDIO